# Rosco Gordon
Rosco Gordon, född 10 april 1928 i Memphis, Tennessee, USA, död 11 juli 2002 i New York, New York, USA, var en amerikansk bluessångare, låtskrivare och pianist, som starkt bidrog till att utveckla Memphisblues-stilen. 
Mellan 1962 och 1984 låg musiken på hyllan, och tillsammans med sin hustru drev han istället en tvätterifirma. När hustrun avled 1984 återvände han till New York, där han tidigare bodde, och sin musikkarriär.
Han avled plötsligt av en hjärtattack i sin lägenhet i Queens, New York, under ett pågående dokumentärinspelningsprojekt, 74 år gammal.